# 发行量 (印刷品)

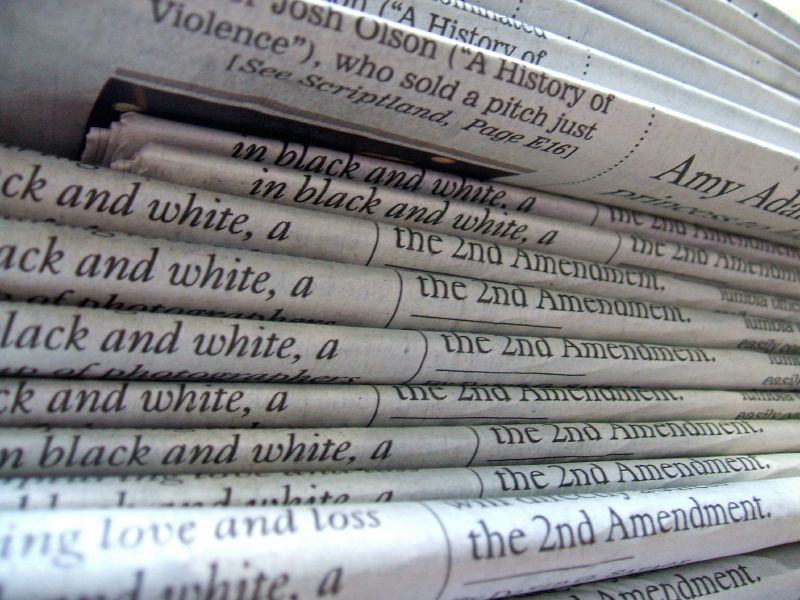
一沓报纸

发行量（英語：circulation）是出版物在一段时间内发行的数量。非定期出版物（如书籍）的印刷份数通常称为印数（英語：print run）。印刷品的发行量并不总是与销售量相同，后者通常称为付费发行量（英語：paid circulation）。读者人数通常高于发行量，因为一份出版物可能会被不止一人阅读。